# Interstate 97
Interstate 97 (I-97) é uma rodovia interestadual norte-sul no leste dos Estados Unidos. Ela corre inteiramente dentro do Condado de Anne Arundel, Maryland, por 28,36 km (17,62 milhas) da U.S. Route 50/U.S. Route 301 (US 50/US 301) em Parole, perto de Annapolis, ao norte da I-695 e I-895B em Brooklyn Park, perto de Baltimore. A interestadual é a principal rodovia entre Baltimore e Annapolis. A I-97 conecta Annapolis ao Aeroporto Internacional de Baltimore/Washington e liga as comunidades de Crownsville, Millersville, Severna Park, Glen Burnie e Ferndale, ao norte do Condado de Anne Arundel. É a segunda rodovia interestadual primária mais curta depois da I-87 na Carolina do Norte.
A I-97 foi construída ao longo do corredor da Maryland Route 3 (MD 3) entre Millersville e Ferndale e da MD 178 entre Parole e Millersville. De Millersville ao sul de Glen Burnie, a interestadual segue de perto o antigo curso da MD 3, que foi construída no final da década de 1910 e início da década de 1920 e expandida para uma rodovia dividida no final da década de 1950. Ao norte dali, a rodovia segue o Glen Burnie Bypass, uma rodovia construída em meados da década de 1950. O segmento da I-97 de Millersville a Crownsville se originou como uma parte de duas pistas da MD 32 no início da década de 1970. A interestadual foi introduzida em 1979, depois que o estado de Maryland obteve com sucesso do governo federal a quilometragem interestadual para uma rodovia Baltimore-Anápolis. O estado decidiu construir a rodovia ao longo do corredor atual da I-97, em vez de construir ao longo do corredor da MD 2, que tem acesso parcial à rodovia pela MD 10.
A construção da I-97 começou no final da década de 1980, com novas construções da US 50/US 301 até Crownsville. O segmento Crownsville-Millersville da MD 32 foi ampliado e incorporado à interestadual e o entroncamento MD 3-MD 32 foi modernizado. A parte do corredor da MD 3, de Millersville até o sul de Glen Burnie, foi atualizada no local para os padrões das rodovias interestaduais no início dos anos 90, após o que a MD 3 foi truncada em Millersville. O cruzamento da I-97 com a I-695 foi reconstruído no final dos anos 1980 e início dos anos 1990. O Glen Burnie Bypass foi modernizado e ampliado para seis pistas em meados da década de 1990. O complexo processo incluiu a reconstrução de vários trevos; o último trevo a ser reconstruído foi modernizado em meados dos anos 2000.